# Erwerbslosigkeit
Als Erwerbslose gelten gemäß einer Definition der Internationale Arbeitsorganisation (ILO) alle nicht-erwerbstätigen Personen, die zwischen 15 und 74 Jahren alt sind, in den jeweils zurückliegenden vier Wochen aktiv nach einer Tätigkeit gesucht haben und eine solche innerhalb von zwei Wochen aufnehmen könnten. Dabei ist es unerheblich, ob die betreffenden Personen bei einer staatlichen Institution gemeldet sind und ob sie von dort Sozialleistungen beziehen. Die Erwerbslosenquote errechnet sich als Anteil der Erwerbslosen an allen Erwerbspersonen (Summe aus Erwerbstätigen und Erwerbslosen).

## Deutschland

Erwerbstätige und Arbeitslose in Deutschland

Neben den registrierten Arbeitslosen veröffentlicht das Statistische Bundesamt Deutschlands auch die Zahl der Erwerbslosen. Hier wird durch eine Telefonumfrage nach den Kriterien der Internationalen Arbeitsorganisation (IAO, engl. ILO) Arbeitslosigkeit erfragt. Zur Unterscheidung der Zahlen der Bundesagentur für Arbeit wird hier von Erwerbslosen gesprochen.
Die monatliche Erwerbslosenstatistik folgt dem Labour-Force-Konzept der Internationalen Arbeitsorganisation (ILO), das internationale Vergleiche von Arbeitsmärkten ermöglicht. Auch wer sich in einem formalen Arbeitsverhältnis befindet, das er im Berichtszeitraum nur vorübergehend nicht ausgeübt hat, gilt als erwerbstätig.
Personen im erwerbsfähigen Alter, die weder erwerbstätig noch erwerbslos sind, gelten als Nichterwerbspersonen.
Die für internationale Vergleiche maßgebliche Abgrenzung der Erwerbslosigkeit nach ILO-Kriterien unterscheidet sich von der Definition der Arbeitslosen nach dem Sozialgesetzbuch (SGB). So fordert das SGB eine Meldung bei einer Agentur für Arbeit oder einem kommunalen Träger sowie die Suche nach einer Beschäftigung von mindestens 15 Wochenstunden, um als arbeitslos erfasst zu werden. Andererseits kann nach dem SGB trotz registrierter Arbeitslosigkeit eine Erwerbstätigkeit mit einem Umfang von unter 15 Stunden als Hinzuverdienstmöglichkeit ausgeübt werden. Es sind somit in der monatlichen Erwerbslosenstatistik nach dem ILO-Konzept Personen enthalten, die die Bundesagentur für Arbeit nicht als arbeitslos zählt. Zum anderen gelten auch Personen als arbeitslos, die nach Definition der ILO nicht erwerbslos sind.
Die Gesamtzahl der Erwerbslosen wird anhand einer Stichprobe hochgerechnet. Damit ist die stille Reserve automatisch erfasst, hingegen fallen Arbeitsunwillige, die sich allein zum Bezug von Arbeitslosengeld arbeitslos gemeldet haben, heraus. Die Erwerbslosenzahl des Statistischen Bundesamtes liegt zumeist rund eine Million unter der von der Bundesagentur für Arbeit veröffentlichten Arbeitslosenzahl (Erwerbslose im Januar 2005: 3,99 Millionen, Arbeitslose 5,04 Millionen).

## Erwerbslosenproteste
Als politische Folge massenhafter Erwerbslosigkeit artikulierten sich immer wieder Erwerbslosenproteste. Diese wehrten sich gegen den Ausschluss aus der Arbeitsgesellschaft, ihre Forderungen reichten von Staatlicher Arbeitsbeschaffung wie sie etwa in Paris mit der 1848er Revolution erstmals durchgesetzt wurden, oder von Konjunkturprogrammen, wie sie die deutsche Sozialdemokratie in der Weltwirtschaftskrise 1929 forderte. Nicht selten artikulierten Erwerbslose jedoch auch sozialistische oder antikapitalistische Forderungen. Im Rahmen der Eurokrise seit 2007 entstanden insbesondere in den Krisenländern Griechenland, Italien und Spanien neue Erwerbslosenproteste, die sich gegen die Politik der Austerität in der EU wandten.

## Abgrenzung
Arbeitslosigkeit und Erwerbslosigkeit sind keine Synonyme. In der Arbeitsmarktstatistik nach dem Dritten Buch Sozialgesetzbuch und der Statistik nach dem ILO-Erwerbsstatuskonzept gelten jene Personen als arbeitslos oder erwerbslos, die ohne Arbeit sind, dem Arbeitsmarkt zur Verfügung stehen und Arbeit suchen (§ 138 Abs. 1 SGB III). Dass trotzdem die Arbeitslosigkeit der SGB-Arbeitsmarktstatistik höher ausfällt als die Erwerbslosigkeit des ILO-Erwerbsstatuskonzepts resultiert daraus, dass die Begriffsmerkmale unterschiedlich definiert sind und mit verschiedenen Methoden erhoben werden. Die Unterschiede sind insbesondere in der Altersabgrenzung, aktiven Arbeitssuche, Verfügbarkeit, dem Einstunden-Kriterium und der Teilnahme an einer Maßnahme der aktiven Arbeitsmarktpolitik zu sehen. Allein das Einstunden-Kriterium zeigt die Unterschiede deutlich auf. Während die ILO jeden als erwerbstätig und damit nicht als erwerbslos zählt, der in der Woche wenigstens eine Stunde erwerbstätig war, liegt die Schwelle des SGB III bei über 15 Wochenstunden (§ 138 Abs. 3 SGB III). Diese Unterschiede führen zu verschiedenen Quoten. So lag im September 2016 in Deutschland die Erwerbslosenquote bei 3,8 %, während die Arbeitslosenquote 5,9 % erreichte.